# Kennard Winchester
Kennard Norman Winchester jr. (Chestertown, 3 settembre 1966) è un ex cestista statunitense, professionista nella NBA, in Francia e in Argentina.